# 陈守贵
陳守貴（?—?），开封人，北宋外戚，宋徽宗的外祖父。
陳守貴原为贈右監門衛將軍。其女陈氏为宋神宗才人，为皇九子赵佶。宋哲宗时，赵佶封端王。元符三年（1100年），宋哲宗崩，无子，以皇弟赵佶继位，即宋徽宗。正月二十三日，詔贈右監門衛將軍陳守貴為太尉，曾祖母而下皆封大國夫人。贈太尉陳守貴，諡号榮穆。 

## 家族

### 祖父
- 陳懷德，贈忠州防禦使，元符三年（1100年），贈太保

### 父
- 陳繼榮，內殿承制，元符三年（1100年），贈太傅